# Condado de Scott (Kentucky)
El condado de Scott (en inglés: Scott County), fundado en 1792, es uno de 120 condados del estado estadounidense de Kentucky. En el año 2000, el condado tenía una población de 33,061 habitantes y una densidad poblacional de 45 personas por km². La sede del condado es Georgetown.

## Geografía
Según la Oficina del Censo, el condado tiene un área total de 738 km² (284,9 mi²), de la cual 736 km² (284,2 mi²) es tierra y 3 km² (1,2 mi²) (0.20%) es agua.

### Condados adyacentes
- Condado de Grant (norte)
- Condado de Harrison (noreste)
- Condado de Bourbon (este)
- Condado de Fayette (sureste)
- Condado de Woodford (suroeste)
- Condado de Franklin (oeste)
- Condado de Owen (noroeste)

## Demografía
Según la Oficina del Censo en 2000, los ingresos medios por hogar en el condado eran de $47,081, y los ingresos medios por familia eran $54,117. Los hombres tenían unos ingresos medios de $40,604 frente a los $25,767 para las mujeres. La renta per cápita para el condado era de $21,490. Alrededor del 8.80% de la población estaban por debajo del umbral de pobreza.

## Localidades
- Corinth
- Georgetown
- Sadieville
- Stamping Ground